# Bad Lieutenant (Film)
Bad Lieutenant ist ein US-amerikanischer Kinofilm von Abel Ferrara aus dem Jahr 1992 über einen drogen- und wettsüchtigen New Yorker Polizisten.

## Handlung
Nachdem er seine beiden jungen Söhne an der katholischen Schule abgesetzt hat, nimmt ein namenloser Polizist der NYPD ein paar Prisen Kokain und fährt zum Schauplatz eines Doppelmords in der Bronx. Der Lieutenant, der sich danach weiter fortbewegt, findet einen Drogendealer, gibt ihm eine Tüte Drogen von einem Tatort und raucht während des Austauschs. Der Händler verspricht, ihm das Geld zu geben, das er durch den Verkauf der Drogen in ein paar Tagen verdient. In einer Wohnung betrinkt sich der Lieutenant und hat mit zwei Frauen einen Dreier. Währenddessen wird eine Nonne von zwei jungen Gangstern in einer Kirche vergewaltigt.
Am nächsten Morgen erfährt der Lieutenant, dass er eine hohe Wette auf ein Spiel in der National League Championship Series zwischen den New York Mets und den Los Angeles Dodgers verloren hat. Er versucht, sein Geld zurückzugewinnen, indem er im nächsten Spiel seine Wette auf die Dodgers verdoppelt. An einem anderen Tatort durchsucht der Lieutenant ein Auto und findet Drogen, die er in seiner Anzugjacke versteckt. Er ist jedoch bereits zu high, um die Drogen zu sichern, und sie fallen vor seinen Kollegen auf die Straße. Der Lieutenant versucht dies zu überspielen, indem er sie anweist, die Drogen als Beweise zu sichern.
Im Krankenhaus belauscht der Lieutenant die Befragung der Nonne und erfährt, dass sie mit einem Kruzifix geschändet wurde. Später am Abend hält er zwei weibliche Teenager an, die das Auto ihres Vaters ohne dessen Wissen und ohne Führerschein benutzen, um in einen Club zu gehen. Der Lieutenant nötigt beide zu sexuellen Handlungen. Am nächsten Tag hört er dem Bekenntnis der Nonne gegenüber ihrem Priester zu, wobei sie sagt, dass sie wisse, wer sie angegriffen hat, aber sie die Täter nicht identifizieren werde.
Während er in seinem Auto trinkt, hört der Lieutenant die Reportage über die letzten Momente des Dodgers-Spiels und erlebt, wie sie verlieren. Obwohl er nicht in der Lage ist, die 30.000 Dollar zu bezahlen, die er dem Buchmacher nun schuldet, verdoppelt er seinen Einsatz für das nächste Spiel noch einmal. Er lauscht der Beichte der Nonne, dass sie keine Wut darüber empfinde, was passiert ist, und beginnt, Gott zu verfluchen, bevor er in Tränen ausbricht und schluchzt, dass er sich selbst erlösen wolle. Der Lieutenant trinkt in einer Bar, während die Dodgers schon wieder verlieren. Nachdem er in einem Nachtclub Kokain genommen hat, versucht er, seine Wette noch einmal zu verdoppeln. Sein Freund weigert sich, die Wette für ihn zu machen, und warnt, dass der Buchmacher ihn töten werde, wenn er seine Schulden nicht begleicht. Während er seinen Drogenkonsum fortsetzt, nimmt der Leutnant 30.000 Dollar vom Drogendealer und ruft den Buchmacher persönlich an, um seinen Einsatz zu platzieren. Er besucht dann eine Frau und konsumiert Heroin mit ihr.
In der Kirche sagt er der Nonne, dass er ihre Angreifer für sie töten werde, aber sie wiederholt, dass sie ihnen vergeben habe, und geht. In dem daraus resultierenden emotionalen Zusammenbruch sieht der Lieutenant in einer Vision Jesus und verflucht ihn unter Tränen, bevor er um Vergebung für seine Verbrechen und Sünden bittet. Die Gestalt entpuppt sich als Frau mit einem goldenen Kelch, der im Laden ihres Mannes verpfändet wurde.
Mit Hilfe dieser Frau verfolgt der Lieutenant die beiden Vergewaltiger zu einer nahe gelegenen Crack-Höhle in Spanish Harlem und fesselt sie aneinander. Statt die Vergewaltiger aber zu töten, fährt er sie zum Port Authority Bus Terminal und bringt sie zu einem Bus, zusammen mit einer Zigarrenkiste, die die 30.000 Dollar für den Buchmacher enthält. Er verlangt, dass sie nie wieder nach New York kommen.
Nachdem er das Terminal verlassen hat, parkt er vor der Penn Station. Ein anderes Auto fährt neben ihm her, und eine Stimme ruft: „Hey, Cop!“ (OT), bevor zwei Schüsse ertönen. Umstehende Personen versammeln sich um das Auto herum, gefolgt von der Polizei. Sie erkennen, dass der Lieutenant ermordet worden ist.

## Hintergrund
- Der Film wurde in New York City und in Jersey City (New Jersey) gedreht.[2] Er spielte in den Kinos der USA ca. 2 Millionen US-Dollar ein.[3]
- Werner Herzog drehte 2009 eine Adaption mit dem Namen Bad Lieutenant – Cop ohne Gewissen und Nicolas Cage in der Hauptrolle.
- Jimmy Page, Gitarrist von Led Zeppelin, klagte gegen die Produzenten wegen des im Film mehrfach verwendeten Songs Signifying Rapper des Rappers Schoolly D, welcher das Gitarrenriff der Rhythmusgitarre ohne Erlaubnis von Page verwendete. Der Song musste daraufhin aus dem Film entfernt und noch erhältliche Videokassetten mussten
- vernichtet werden.[4]

## Kritiken
James Berardinelli schrieb auf ReelViews, Bad Lieutenant sei ein Film, der von der Kraft eines Darstellers leben könne. Als eine Charakterstudie sei er jedoch „uninspiriert“. Der Regisseur sei „definitiv“ kein Martin Scorsese.
Das Lexikon des internationalen Films befand, der Film sei „unerbittlich hart in der Charakterstudie eines Menschen im existentiellen Chaos, der in ungewohnter Weise eine extreme Spannung zwischen dem Blick in die Abgründe des Häßlichen und Gemeinen und der Reinheit des Spirituellen auszuhalten versucht“. Der Regisseur mute „dem Zuschauer eine Erfahrung zu, die nicht so schnell abzuschütteln“ sei, denn der Film sei „bei aller Härte eine im Kino ungewöhnliche Behandlung der Frage nach der Erlösungsbedürftigkeit des Menschen“.
Die Filmzeitschrift Cinema resümierte: „Moraldrama, gleichzeitig krank und streng“.
Die Redaktion von prisma urteilte: „Harvey Keitel glänzt hier in der Rolle des korrupten, Drogen konsumierenden Cops, der schließlich mit seiner sehr katholischen Religiösität in Konflikt gerät. Obwohl dieser Abgesang auf die Großstadt und die katholische Religion brillant gespielt ist, hat der Film trotzdem zu viele Längen und nervige Anspielungen, um vollkommen als Horrortrip einer gescheiterten Existenz zu überzeugen.“
Critic.de meinte: „Bad Lieutenant mutet durch seine teils brachial direkten Einstellungen und das exploitative Spiel bisweilen recht verstörend an. Aus diesem Authentizitätsanspruch bezieht der Film aber gleichermaßen seine Kraft, wodurch Ferrara mehr als einen Thriller geschaffen hat – eine schmerzlich quälende Arbeit, die sich komplex mit Degradierung und einem Ringen um spirituelle Erlösung befasst.“

## Auszeichnungen
Harvey Keitel gewann im Jahr 1993 den Independent Spirit Award, für den außerdem Abel Ferrara und die Filmproduzenten nominiert wurden. Harvey Keitel gewann 1993 den International Fantasy Film Award des Festivals Fantasporto; Abel Ferrara wurde für den gleichen Preis nominiert.